# Santa Maria del Suffragio (Rom)
Santa Maria del Suffragio (ital.: hl. Maria von der Fürbitte) ist eine Kirche aus dem 17. Jahrhundert in Rom und befindet sich zwischen der Via Giulia und dem Stadtteil Ponte.

## Geschichte
1592 wurde in der Kirche San Biagio della Pagnotta die Confraternità del Suffragio (ital.: Bruderschaft der Fürbitte) gegründet, die es sich zur Aufgabe machte, für die Seelen der Verstorbenen zu beten. Die Bruderschaft wurde 1594 von Papst Clemens VIII. genehmigt und 1620 von Papst Paul V. zur „Erzbruderschaft“ erhoben.
Da sich die Kirche San Biagio bald als unzureichend erwies, erwarb die Bruderschaft 1607 einen Teil des ursprünglich für den Palazzo dei Tribunali vorgesehenen Gebietes, der unter Papst Julius II. von Bramante in der Via Giulia entworfen, begonnen und nie fertiggestellt wurde. Das Projekt wurde 1662 dem Architekten Carlo Rainaldi anvertraut, die Kirche wurde 1669 fertiggestellt, während die Ausgestaltung des Innenraumes bis 1685 andauerte.

## Beschreibung
Die Fassade zeigt zwei Reihen mit vier Pilastern, die drei Portale unten und ein großes zentrales Fenster oben einrahmen. Das Innere besteht aus einem einschiffigen Kirchenschiff mit Seitenkapellen, das von einem Tonnengewölbe mit Lünetten überdacht ist. Zu sehen sind zwei Bilder mit Daniel in der Löwengrube und der Auferstehung des Lazarus (beide im Oratorium) und den Fresken mit dem Ewigen Vater in Herrlichkeit und der Himmelfahrt im Chor vom Barockmaler Giovanni Battista Benaschi.
1868 gab es im Inneren einige Veränderungen durch Tito Armellini und die Ausgestaltung des Gewölbes von Cesare Mariani (Krönung der Jungfrau Maria).
Die zweite Kapelle auf der rechten Seite stammt vom Architekten der Kirche, Carlo Rainaldi (zuerst Kapelle der Familie Petrosini und dann der „Santa Maria Consolatrice degli Afflitti“ gewidmet).
Die dritte Kapelle auf der linken Seite steht unter der Schirmherrschaft der Familie Mazzetti di Pietralata und ist dem „Kruzifix“ gewidmet: über dem Altar befindet sich ein großes hölzernes Kruzifix eines unbekannten Künstlers aus dem 18. Jahrhundert, umgeben von zwölf in Holz gefassten Reliquien. Das freskierte Tonnengewölbe zeigt Episoden aus der Passion Christi. Den Quellen zufolge gab es ursprünglich an den Seitenwänden Gemälde von Lanfranco (heute im Vikariat von Rom). Diese wurden durch Grabdenkmäler aus Marmor der Familienmitglieder ersetzt.
Auf der linken Seite der Kapelle ist noch ein Beichtstuhl erhalten, von dem man glaubt, dass hier der Heilige Vincenzo Pallotti die Beichte abgenommen hat. Diese Kirche ist der Ehrwürdigen Arciconfraternita dell'Assunta und der Monte dei Morti von Vico Equense zugehörig.
In der Kirche befindet sich das Grab des am 11. Mai 2013 seliggesprochenen Priesters Luigi Novarese, Gründer der Vereine Centro Volontari della Sofferenza, Silenziosi Operai della Croce, Lega Prierdotale Mariana und Fratelli degli malati.